# Комитет Совета Федерации по науке, образованию и культуре

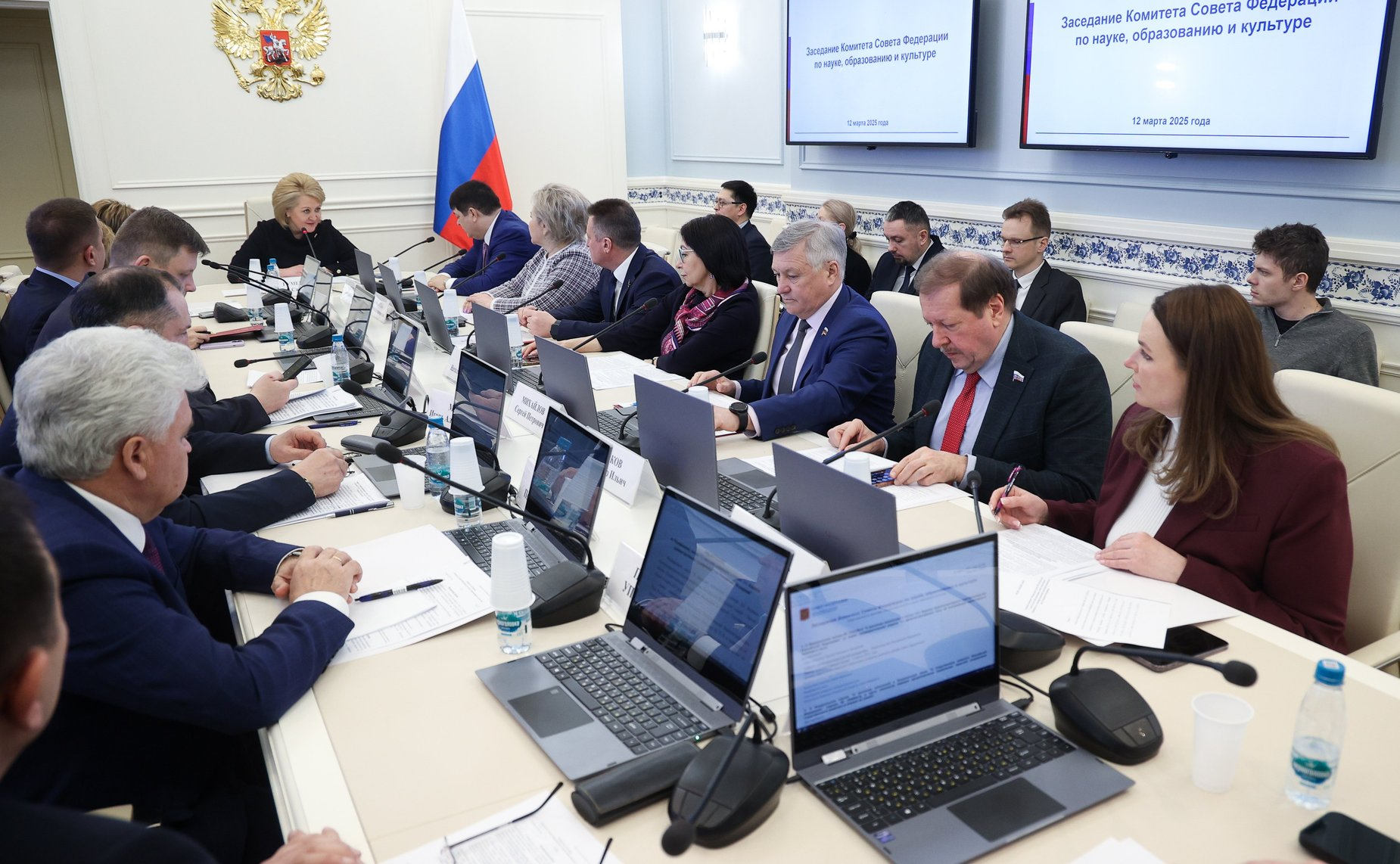
На повестке дня — сохранение объектов культурного наследия при судебных спорах. Заседание ведёт председатель Комитета Гумерова Лилия Салаватовна

Комитет Совета Федерации по науке, образованию и культуре был сформирован 25 ноября 2011 года.
До 16 апреля 2014 года Комитет носил имя по науке, образованию, культуре и информационной политике.
Председатель Комитета — Гумерова Лилия Саловатовна. В состав Комитета входят 16 сенаторов Российской Федерации — представителей регионов в Совете Федерации Федерального собрания России.

## Состав Комитета
| №  | Сенатор Российской Федерации | ФИО сенатора | Должность в Комитете                     | Регион, делегировавший сенатора                                               |
| -- | ---------------------------- | --- | ---------------------------------------- | ----------------------------------------------------------------------------- |
| 1  |                              | Гумерова Лилия Салаватовна(утверждена 25 сентября 2019 года (№ 422-СФ)                                                        | Председатель Комитета                    | Сенатор РФ от исполнительного органа власти Республики Башкортостан           |
| 2  |                              | Василенко Дмитрий Юрьевич | Первый заместитель председателя Комитета | Сенатор РФ ― представитель от Законодательного собрания Ленинградской области |
| 3  |                              | Умаханов Ильяс Магомед-Саламович                                                                                              | Первый заместитель председателя Комитета | Сенатор РФ от исполнительного органа власти Республики Дагестан               |
| 4  |                              | Алтабаева Екатерина Борисовна                                                                                                 | Заместитель председателя Комитета        | Сенатор РФ ― представитель от исполнительной власти города Севастополь        |
| 5  |                              | Писарева Елена Владимировна                                                                                                   | Заместитель председателя Комитета        | Сенатор РФ ― представитель от Новгородской областной думы                     |
| 6  |                              | Скаковская Людмила Николаевна                                                                                                 | Заместитель председателя Комитета        | Сенатор РФ от исполнительного органа власти Тверской области                  |
| 7  |                              | Богомазов Евгений Артёмович (введён в Комитет на основании пункта 6 Постановления СФ от 9 октября 2024 года, № 397-СФ)        | Член Комитета                            | Сенатор РФ от исполнительной власти Вологодской области                       |
| 8  |                              | Гибатдинов Айрат Минерасихович                                                                                                | Член Комитета                            | Сенатор РФ от исполнительного органа власти Ульяновской области               |
| 9  |                              | Котова Наталья Петровна (введена в Комитет на основании пункта 6 Постановления СФ от 9 октября 2024 года, № 397-СФ)           | Член Комитета                            | Сенатор РФ от исполнительной власти Челябинской области                       |
| 10 |                              | Малащенков Артём Сергеевич(введён в состав Комитета Постановлением СФ от 11 октября 2023 года, № 576-СФ)                      | Член Комитета                            | Сенатор РФ ― представитель от Смоленской областной думы                       |
| 11 |                              | Михайлов Сергей Петрович(введён в состав Комитета Постановлением СФ от 11 октября 2023 года, № 576-СФ)                        | Член Комитета                            | Сенатор РФ ― представитель от Законодательного собрания Забайкальского края   |
| 12 |                              | Мурог Игорь Александрович (введён в Комитет Постановлением Совета Федерации № 223-СФ от 3 июля 2024 года)                     | Член Комитета                            | Сенатор РФ ― представитель от Рязанской областной Думы                        |
| 13 |                              | Русаков Александр Ильич | Член Комитета                            | Сенатор РФ от исполнительного органа власти Ярославской области               |
| 14 |                              | Тултаев Пётр Николаевич | Член Комитета                            | Сенатор РФ ― представитель Государственного Собрания Республики Мордовия      |
| 15 |                              | Хтей Тарас Юрьевич (введён в Комитет Постановлением Совета Федерации №223 от 3 июля 2024 года)                                | Член Комитета                            | Сенатор РФ ― представитель от Белгородской областной думы                     |
| 16 |                              | Щетинина Ольга Владимировна (введена в Комитет на основании Постановления Совета Федерации от 22 декабря 2023 года, № 742-СФ) | Член Комитета                            | Сенатор РФ от исполнительного органа Нижегородской области                    |

## Вопросы Комитета
К вопросам ведения Комитета Совета Федерации  по науке, образованию и культуре относятся:
1) государственная политика в сфере научной, научно-технической и инновационной деятельности;
2) регулирование деятельности государственных академий наук, научно-образовательных центров, федеральных научно-исследовательских центров, государственных научных центров, наукоградов, государственных и некоммерческих фондов поддержки научной, научно-технической и инновационной деятельности;
3) государственная политика в сфере правовой охраны результатов интеллектуальной деятельности и использования прав на них;
4) разработка наукоемких технологий учреждениями науки и образования всех форм собственности;
5) государственная политика в сфере образования;
6) государственное регулирование деятельности в области общего и профессионального образования;
7) государственное регулирование деятельности в области непрерывного и дополнительного образования;
8) государственное регулирование деятельности в области подготовки, переподготовки и повышения квалификации кадров;
9) государственная поддержка обучающихся, работников образования, науки и культуры;
10) государственная политика в сфере культуры;
11) сохранение культурного наследия народов Российской Федерации, историко-культурных ландшафтов и памятников;
12) охрана объектов культурного наследия народов Российской Федерации;
13) охрана авторского права и смежных прав;
14) перемещение культурных ценностей;
15) деятельность учреждений культуры и искусства;
16) сохранение и развитие русского языка и языков народов Российской Федерации;
17) архивное дело;
18) библиотечное дело;
19) обеспечение общественного контроля за выполнением планов мероприятий, проводимых в рамках Десятилетия детства;
20) воспитание, опека и попечительство в отношении несовершеннолетних граждан;
21) законодательное сопровождение и мониторинг выполнения Российской Федерацией положений Конвенции о правах ребёнка, международных договоров Российской Федерации об улучшении положения детей и защиты их прав, взаимодействие в этой сфере с международными организациями и органами;
22) предварительное обсуждение вопроса о прекращении по представлению Президента Российской Федерации полномочий судьи Суда по интеллектуальным правам.